# Unnur Birna Vilhjálmsdóttir

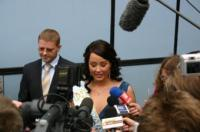
Unnur Birna Vilhjálmsdóttir in 2006

Unnur Birna Vilhjálmsdóttir (Reykjavik, 25 mei 1984) is een IJslandse voormalig politieagente die op 10 december 2005 verkozen werd tot Miss World in de Chinese stad Sanya. Het meedoen aan verkiezingen is haar familie niet vreemd: haar moeder, Unnur Steinsson, won in 1983 de Miss Iceland-verkiezingen en bereikte de top vijf in de Miss World-verkiezing van dat jaar. Unnur Birna is niet de eerste IJslandse die de Miss World-verkiezing gewonnen heeft. Linda Pétursdóttir (1988) en Hólmfríður Karlsdóttir (1985) gingen haar voor.
Ze volgde María García uit Peru op en werd opgevolgd door de Tsjechische Taťána Kuchařová.

## Bron
- Miss World - biografie (Engels)